# Гарибов, Эмин Надирович
Эми́н Нади́рович Гари́бов (род. 8 сентября 1990, Москва) — российский гимнаст, капитан сборной России по спортивной гимнастике. Специалист по выступлениям на перекладине и брусьях. Заслуженный мастер спорта России. Азербайджанец по национальности.

## Карьера
Выступает за московское «Динамо». Тренер: Анатолий Забелин. В секцию спортивной гимнастики записался по приглашению старшего брата (вскоре тот оставил спорт, дабы больше заниматься учёбой). В возрасте 14 лет провёл первые тренировки на базе сборной России «Озеро Круглое».
Международный дебют состоялся в 2009 году на Кубке мира в Дохе. Участвовал в чемпионате мира в Токио, в финальной части в многоборье стал только 15-м. На чемпионате Европы 2012 года в Монпелье одержал победу на перекладине и завоевал «серебро» в командном финале, пропустив вперёд сборную Великобритании. В Лондоне на Олимпийских играх выступил весьма неудачно, став только 14-м в многоборье. В Казани на Универсиаде выиграл три золотые медали в командном первенстве, на перекладине и параллельных брусьях.
Эмин Гарибов стал комментатором соревнований по спортивной гимнастике в рамках летних Олимпийских игр 2016 года на телеканале Матч ТВ.

### Профили
- Профиль на сайте Sports.Ru  (рус.)
- Эмин Гарибов — олимпийская статистика на сайте Sports-Reference.com (англ.)

### Статьи и интервью
- Кто пришел на смену Немову и Хоркиной?  (рус.)
- Капитан сборной страны  (рус.)